# Theologische Ethik
Die theologische Ethik, auch  christliche Ethik genannt, ist eine der Grunddisziplinen der christlichen Theologie. Sie befasst sich mit der Reflexion des moralisch Guten und von Handlungsalternativen im Kontext christlicher Theologie.

## Untergliederung der Disziplin
Die theologische Ethik wird im Fächerkanon der christlichen Theologie der systematischen Theologie zugeordnet – zusammen mit Dogmatik, Religionsphilosophie und Fundamentaltheologie. Das traditionelle Fach Christliche Gesellschaftslehre (CGL) wird an einigen Fakultäten als Teilbereich theologischer Ethik aufgenommen, teilweise entsprechend einem Fachverständnis, das die CGL als Sozialethik und angewandte Ethik einer vor allem individualethisch konzipierten Fundamentalethik gegenüberstellt. Bisweilen wird dabei die CGL auf eine Hermeneutik der Christlichen Soziallehre enggeführt.
Zwischen Theologischer Ethik und Dogmatik bestehen Wechselwirkungen. So kann etwa eine bestimmte eschatologische Sicht, nämlich eine starke Naherwartung, zum Verzicht auf langfristige Planung führen. Dann hat eine bestimmte dogmatische Vorstellung ethische Konsequenzen. Es gibt aber auch das Umgekehrte: Aus dem universalen Missionsauftrag (Ethik) kann Gottes Interesse an allen Menschen (Dogmatik) erschlossen werden.
Die theologische Ethik umfasst sowohl die Reflexion des sittlich Guten vom Standpunkt des Individuums – die sogenannte Individualethik – wie auch die Kriterien einer gerechten Gesellschaft – die sogenannte Sozialethik. Der Ausdruck „Theologische Ethik“ wurde ursprünglich – in der zweiten Hälfte des 19. Jahrhunderts – vor allem von evangelischen Theologen verwendet. In der katholischen Theologie war dagegen lange Zeit „Moraltheologie“ die Bezeichnung für den Gesamtbereich der theologischen Moralreflexion. Seit Ende des 19. Jahrhunderts werden vielerorts zusätzlich Lehrstühle zur „Christlichen Gesellschaftslehre“ eingerichtet. Daher rührt eine nach wie vor vorherrschende Arbeitsteilung von Individualethik und Sozialethik. Die Bezeichnung „Moraltheologie“ wird dann zum Teil noch weiter für das Gesamt beider Perspektiven verwendet, oft aber auch für die Individualethik allein. Beide Disziplinen zusammen werden dagegen dann oft mit dem Ausdruck „Theologische Ethik“ bezeichnet, der vor allem auch eine Abgrenzung zur philosophischen Ethik impliziert und auch anzeigt, dass nicht mehr die frühere Gegenpositionierung zur protestantischen Ethik vertreten wird. Beide Großdisziplinen theologischer Ethik lassen sich in zahlreiche Unterdisziplinen weiterunterteilen und werden oftmals an zwei verschiedenen Lehrstühlen verfolgt. Was deren Sache betrifft, wird heute oftmals vertreten, dass es sich nicht um getrennte Gegenstandsbereiche, sondern zwei unterschiedlich akzentuierte Hinsichtnahmen (Individuen versus Strukturen) handelt.
Die wissenschaftstheoretische Grundlegung theologischer Ethik, in welcher unter anderem die Prinzipien und Methoden einer Begründung konkreter sittlicher Urteile und moralischer Geltungsansprüche überhaupt behandelt werden, wird dabei oftmals als Fundamentalethik oder Fundamentalmoral, hin und wieder auch als Moraltheologie bzw. als Teil derselben nebst der Individualethik bezeichnet und überschneidet sich im Gegenstandsbereich mit der Moralphilosophie. Ihr wird oftmals auch der philosophisch-theologische Traktat theologischer Anthropologie (insb. im Blick auf Handlungstheorie und Freiheit) sowie die Lehre vom Gewissen unterstellt oder angeschlossen. Entsprechend der heutigen Methodenvielfalt in der theologischen Ethik ist die Fundamentalethik in vielen aktuellen Konzeptionen nicht mehr allein Teil einer Individualethik bzw. einer darauf enggeführten „Moraltheologie“.
Teils quer zu der Unterscheidung der Hinsicht auf das Individuum (Gewissen) und die Gesellschaft (Gerechtigkeit, Institutionen, Strukturen) wird das Stoffgebiet nach Gegenstandsbereichen – in anthropologischer Perspektive öfters auch „Lebensbereiche“ genannt – unterteilt, deren jeweilige spezifische Zuständigkeiten auch als „Bereichsethiken“ bezeichnet werden, darunter: (jeweils: theologische) Bioethik, Medizinethik, Wirtschaftsethik, Kulturethik, Sportethik, Medienethik, Bildungsethik, Sexualethik, politische Ethik, Institutionenethik usf.

## Grundsätze der Ethik
Aus christlicher Sicht gibt es mehrere Grundsätze der Ethik:
- Gott hat die ganze Welt geschaffen und dem Menschen anvertraut.
- Der Mensch ist als Ebenbild Gottes geschaffen, wodurch sich sein besonderer Wert ergibt.
- Das Doppelgebot der Liebe (Gott und den Mitmenschen lieben) ist das höchste Gesetz, nach dem der Mensch leben soll.
- Die Dankbarkeit Gott gegenüber motiviert den Menschen, Gutes zu tun.[7]

## Methode
Ob und wie in die methodische Durchführung Voraussetzungen göttlicher Offenbarung Eingang finden, wird ebenso wie viele andere Fragen der Feinbestimmung von Methode und Gegenstand von verschiedenen Fachvertretern unterschiedlich beurteilt.
Im Anschluss an seit den 1960er Jahren geführte Kontroversen unterscheidet man glaubensethische und autonome Ansätze der Begründung des Sittlichen. Erstere –
auch hierfür wird gelegentlich der Ausdruck Moraltheologie in spezifischer Zuspitzung gebraucht – gehen davon aus, dass erst im Horizont christlichen Selbst- und Weltverständnisses ein Vollbegriff von Vernunft und vom Guten möglich sei. Letztere betonen, dass für die Begründung des Guten eine autonome, universell begründbare Argumentation notwendig ist, dass deren Ergebnisse aber in den Kontext christlicher Vorstellungen zu integrieren sind, wobei Kritik nach beiden Seiten möglich bleibt.
Als Glaubensethiker gelten unter anderem Bernhard Stoeckle, Joseph Ratzinger, Heinz Schürmann, Robert Spaemann oder Hans Urs von Balthasar. Hier besteht oft eine starke Kontinuität zu traditionellen Positionen, die von einer natürlichen Vorgegebenheit des Moralischen ausgehen (siehe auch Naturrecht).
Als erste Vertreter einer dezidiert autonomen Moralbegründung gelten unter anderem Franz Böckle und Alfons Auer. Religiöse Kontexte haben hier den Status eines erweiternden Motivations- und Sinnhorizonts, sind aber nicht argumentative Voraussetzung der moralischen Urteilsfindung. Faktisch verfolgen heute nur noch wenige theologische Ethiker das Programm einer strikten Glaubensethik.
Entsprechend dem weiten Feld moderner Ansätze zur Begründung des moralischen Richtigen werden auch in der heutigen theologischen Ethik divergierende Forschungsprogramme verfolgt. In der Metaethik werden faktisch überwiegend oder ausschließlich realistische und kognitivistische Positionen verteidigt, die allenfalls zum Beispiel dahingehend abgeschwächt werden, Vorbehalten gegenüber allgemeinen Regulierungen konkreter Konfliktsituationen gerecht zu werden und gemäßigte relationistische Optionen zu verteidigen.
Hinsichtlich der Ausrichtung normativer Ethik wurden klassischerweise deontologische (pflichtorientierte) Theorieansätze präferiert, oftmals ergänzt um teleologische (zielorientierte) Perspektiven, oft unter Zugrundelegung starker ontologischer Voraussetzungen und unter Einbettung in naturrechtliche Vorstellungen. Heute werden mit Ausnahme amoralistischer Positionen von einzelnen Fachvertretern fast alle zeitgenössischen moralphilosophischen Ansätze rezipiert, darunter deontologische, vertragstheoretische, diskurstheoretische, transzendentalpragmatische, narrative und modellethische und tugendethische, sehr selten auch jüngere utilitaristische Methoden- und Begründungsansätze, sowie auch zum Beispiel Ideen der kritischen Theorie und anderer Schulen – oftmals mittels spezifischer Modifikationen – zu integrieren versucht.
Eine integrative Methodik der theologischen Ethik haben unter anderem vorgeschlagen Werner Schöllgen, Hermann Ringeling, Wolfgang Huber, Wilhelm Korff. Gemeint ist nicht nur eine interdisziplinär interessierte fallweise Integration von Informationen, sondern eine „universelle handlungsleitende Integrationstheorie“. Dietmar Mieth geht in seinem Programm einer „Ethik in den Wissenschaften“ von etwas schwächeren allgemeinen Annahmen aus, schlägt aber in ähnlicher Absicht eine „konduktive Methode“ vor, welche mit einer „Hermeneutik des Vorverständnisses“ und einer „Kenntnis der einschlägigen Sachverhalte“ beginnt, eine „Prüfung der ethisch relevanten Sinnorientierungen und der ihnen entsprechenden Wertfeststellungsurteile“ anschließt und nach einer „Rationalisierung der Alternativen“ in eine „Abwägung der Prioritäten zur Konstituierung der richtigen sittlichen Urteile“ mündet.

## Geschichte der Disziplin

### Antike
Sowohl nach frühesten jüdischen wie christlichen Auffassungen besteht zwischen Glauben und Sittlichkeit ein Zusammenhang, der es erlaubt, für eine Religion spezifische sittliche Vorstellungen zu unterscheiden. Die Feinerbestimmung wird aber unterschiedlich verstanden.
Viele antike christliche Theologen legen ihren ethischen Stellungnahmen eine Tugendlehre zugrunde, welche antike philosophische Ideen integriert. Dabei werden die vier Kardinaltugenden (Klugheit, Gerechtigkeit, Tapferkeit, Maß) aufgenommen, welche auf Platon zurückgehen, unter anderem von Cicero zentral gestellt werden, von Ambrosius als solche bezeichnet und schon in Weish 8,7  genannt werden.
Augustinus subsumiert die antike Tugendethik der caritas und definiert Tugend als alles einschließend, was zu tun ist. Die Kardinaltugenden haben für ihn – anders als Stoiker lehren – noch nichts zu tun mit der Glückseligkeit. Dem entspricht seine für viele mittelalterliche Autoren prägende Unterscheidung von Gott als höchstem Gut und Strebensziel: er gibt alle sonstigen Güter und wird umwillen seiner selbst geliebt, die sonstigen, endlichen Güter nur genutzt.

### Mittelalter
Bereits im Zuge der Herausbildung einer eigenständigen Wissenschaftsdisziplin der Theologie unterscheiden einige eine Moraltheologie als eigenständiges Gebiet. Alanus ab Insulis unterscheidet (um 1160) zum Beispiel zwischen theologia rationalis vel moralis. Petrus Cantor Parisiensis († 1197) unterscheidet in seiner Summa Abel als Gebiete der theologia (überirdische) Gotteserkenntnis versus (irdische) Sittenlehre. (In der arabischen Philosophie und Theologie hatte zum Beispiel Alfarabi ebenfalls zwischen Dogmatik und Ethik unterschieden.)
Viele antike und mittelalterliche christliche Theologen vertreten eine Tugendethik und Tugendlehre, welches gutes menschliches Handeln geprägt sieht durch habituelle Vermögen. Prägend für mittelalterliche Tugendlehren sind neben der platonischen Tradition unter anderem auch Boethius (Tugend als habitus des wohlgeordneten Geistes) und Macrobius (politische, reinigende, kontemplative, exemplarische Tugenden). In der begrifflichen Fassung und funktionalen Verwendung des Tugendbegriffs wird, anders als in der Axiologie, vielfach an Aristoteles angeschlossen.
Schon Petrus Abaelardus verbindet platonische und aristotelische Tugendbegriffe. Er betont auch gesinnungsethische Perspektiven und versteht das sittliche Gute als Zustimmung (consensus) zum objektiv Guten. Voraussetzung der Tugenden ist eine demütige Geisteshaltung im Gehorsam gegenüber Gott, welche der Klugheit als Mitte der Tugenden entspricht.
Im 13. Jahrhundert wird durch Robert Grosseteste die aristotelische Nikomachische Ethik im lateinischen Westen zugänglich und von Albertus Magnus 1250–52 kommentiert. Dabei tritt eine Eigenständigkeit der Moralphilosophie auch gegenüber der Gotteslehre und Metaphysik hervor. Er bezieht die aristotelischen „intellektuellen“ Tugenden auf das Ziel, die „moralischen Tugenden“ auf den Träger und sieht die Vernunft als Quelle tugendhafter Handlungen an und nimmt ein keimhaftes, formbestimmtes natürliches Vermögen an, tugendhaft zu handeln.
Thomas von Aquin integriert ebenfalls aristotelische Ideen, etwa was den Gerechtigkeitsbegriff betrifft, der er als medium rei der Tugenden reinterpretiert. Er hält die vier Kardinaltugenden für ausschließlich, stellt ihnen aber, ähnlich wie zum Beispiel Albertus Magnus, die drei „theologischen Tugenden“ Glaube, Hoffnung und Liebe (1 Thess 1,3 ) zur Seite. Die Tugend vervollständigt für ihn den natürlichen Antrieb des Menschen, muss diesen also nicht erst von Grund auf korrigieren; der Wille richtet sich von Natur aus auf das Gute, so dass eine gewisse Kontinuität zwischen Vorhof (praeambula) und Gnadengeschenk besteht. Den Gegenstandsbereich nennt Thomas „scientia moralis“.
Bei Bonaventura ist die Theozentrik der Tugendlehre besonders deutlich: Exemplarursache der Tugenden ist Gott, und ohne rechten Glauben sind sie nutzlos.

### Neuzeit
Der Ausdruck „theologia moralis“ wird nebst Entsprechungen bereits in hochmittelalterlichen Texten verwendet. Ihr Gegenstand fällt aber zum Beispiel unter die Gotteslehre, wird daneben seit der Patristik zum Beispiel auch in unabhängigen monographischen Darstellungen behandelt und „war harmonisch in das Ganze der Theologie eingebettet“. Das ändert sich in der Breite erst in der Manualistik des 16. Jahrhunderts und nach der Entwicklung des theologischen Fächerkanons in der nachtridentinischen Studienreform. In diesem neuen Sinn führen Werke wie die 1591–93 erschienene „Summa theologiae moralis“ von H. Henriquez die neue Disziplinbezeichnung im Titel. Es herrscht eine kasuistische Methode vor, deren praktische Funktion oftmals deutlich ist. Moraltheologie wird, ähnlich wie in den Bußbüchern, deren materialer Gehalt etwa von Thomas „systematisch aufgefangen“ wurde, enggeführt auf eine Bestandssicherung der Konzilsbestimmungen und eine „Darstellung des positiven katholischen Lebensideals“ in die „Aszetik und Mystik“ verwiesen. Diese Engführung durchbricht unter anderem der Jansenismus.
Eine wissenschaftliche Vertiefung ist im 18. und 19. Jahrhundert beobachtbar, zum Beispiel bei Johann Michael Sailer († 1832), Johann Baptist Hirscher († 1865), Franz Xaver Linsenmann († 1898), Martin Deutinger († 1864), Joseph Mausbach († 1931), Fritz Tillmann († 1953). 
Philipp Theodor Culmann zentriert seine „Christliche Ethik“ (1864), beeinflusst von Jakob Böhme und Emil August von Schaden, auf die Idee der Gottesebenbildlichkeit des Menschen
Eine grundlegende Arbeit legte Werner Elert mit Das christliche Ethos. Grundlinien der lutherischen Ethik (1949) vor. 
In der katholischen Theologie herrscht „Moraltheologie“ als Disziplinbezeichnung vor, in der evangelischen Theologie wird auch und später vornehmlich oder ausschließlich von „christlicher Ethik“ (im Calvinismus durchgehend) oder „theologischer Ethik“ gesprochen, zum Beispiel bei Richard Rothe. Ähnlich wie allgemein in der systematischen Theologie versuchen zahlreiche Theologen auf die theoretischen Herausforderungen zu reagieren, welche mit der Moralphilosophie Immanuel Kants und weiterer Neuentwürfe unter anderem im Deutschen Idealismus aufkommen. Demgegenüber zieht sich zu Ende des 19. Jahrhunderts ein weiter Teil der katholischen Moraltheologie – wie parallel der Dogmatik und Fundamentaltheologie – bis zur Mitte des 20. Jahrhunderts auf neuthomistische Positionen zurück, freilich mit einigen Ausnahmen. Da eine Klärung der „philosophischen Voraussetzungen“ in der Breite verfehlt wurde, „gewann im Zuge des kath[olischen] Zentralismus die kasuistisch ausgerichtete Moraltheologie auch in Deutschland wieder die Herrschaft“.
Seit Mitte des 20. Jahrhunderts hat sich dagegen das Spektrum methodischer Forschungsprogramme, wie in obiger Darstellung angedeutet, stark pluralisiert.